# Dmytro Pidrutjnyj
Dmytro Pidrutjnyj, född 5 november 1991, är en ukrainsk skidskytt.
Han debuterade i världscupen i december 2012. Hans första pallplats i världscupen kom i mixstafett den 6 februari 2015 i Nové Město na Moravě, Tjeckien.
Pidrutjnyj blev världsmästare i jaktstart vid VM i Östersund 2019. Han deltog vid olympiska vinterspelen 2014 och 2018.